# The Oatmeal

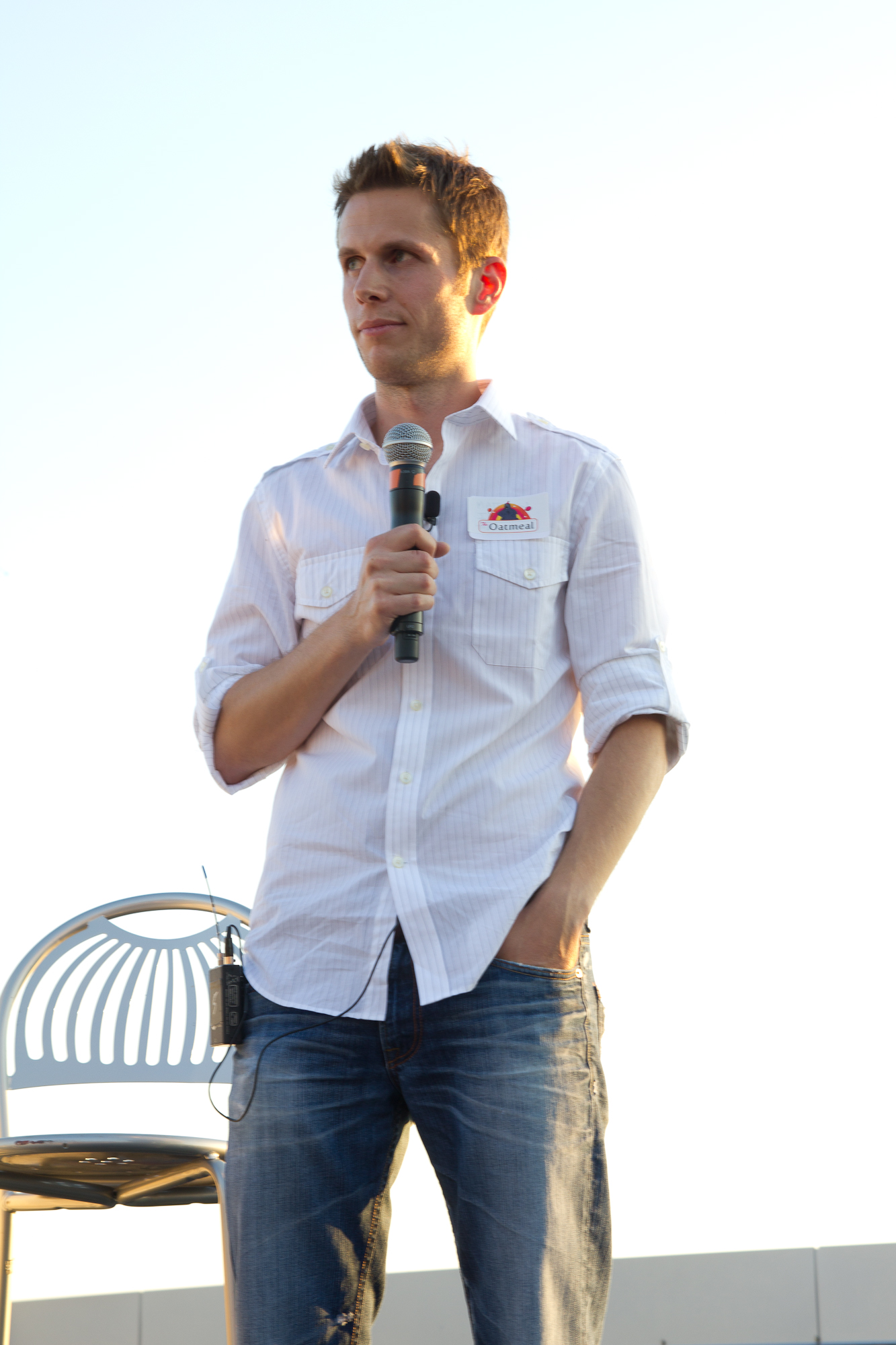
Matthew Inman

The Oatmeal（ザ・オートミール）は、アメリカ合衆国・シアトル在住のマシュー・インマン（Matthew Inman）が運営するコミックウェブサイトである。ウェブサイトはインマンによって描かれたコミックが主体となっているが、コミック付きのエッセイなどを掲載することもある。1ヶ月間の訪問者数はおよそ460万、ページビューは2000万ビューにもおよぶ。ニューヨーク・タイムズのベストセラー作家である。

## 経歴
13歳でプログラミングを始める。幼少時代は内気で学校ではめったに話さない少年であった。高校卒業後と同時にアイダホ州からワシントン州シアトルへ移りプログラマーとして仕事を始める。マーケティング会社にてウェブデザイン、ウェブ開発、ウェブマーケティングを一挙に担い仕事をする傍ら、2007年に66.5時間という速さでオンライン・デート・サービスサイトを設立したことをきっかけに独立。同サイトの宣伝にクイズやコミックを作成していたことが現在のThe Oatmealの原点となる。影響を受けたコミックアーティストはGary Larsonである。本人曰く、食品であるオートミールは好きではなく、ウェブサイト名の由来ではないとのこと。子供のころビデオゲームQuakeをプレイする際に使用していたニックネームがオートミールだったことが由来している。

## ウェブサイト
The Oatmealにおけるコミックは全てインマンによって描かれ、コミックの元となっている情報も本人がリサーチしたものである。コミックの内容はゾンビから英語の文法についてなど幅広く、「コーヒーについて知っておくべき15のこと」、「ネコがあなたを殺そうとしてるサイン」、「イルカにパンチを食らわすべき5つの理由」、「ネコ vs インターネット」、「ツイッターでつぶやくべきではない10のポイント」などがある。日本でもギズモード等のインターネットやIT関係のニュースではインマンのコミックがよく取り上げられる。

2010年6月28日、タイム誌の2010年ベストブログに選ばれている。

## 出版
2011年3月1日に「5 Very Good Reasons to Punch a Dolphin in the Mouth」という題名で彼のコミック本が出版され、ニューヨーク・タイムズのベストセラーに選ばれている他、現在Amazon.comでもベストセラー入りしている。出版社はカルビンとホッブス、ディルバートなどを出版しているアンドリュース・マクリール・パブリッシングである。
日本でも「イルカをボコる５つの理由」としてインプレスジャパンから出版されている。なお、推薦文はデーブ・スペクターが書いている。
2012年10月に「How to tell if your cat is plotting to kill you」というネコのみを扱ったコミック本を前作と同社から出版。出版初日にアマゾンのベストセラーの1位となり、またニューヨーク・タイムズベストセラー1位となる。2013年2月現在で45万部を売り上げ、17週連続ニューヨーク・タイムズのベストセラーリスト入りをしている。